# M90

M90 kamouflagemönster

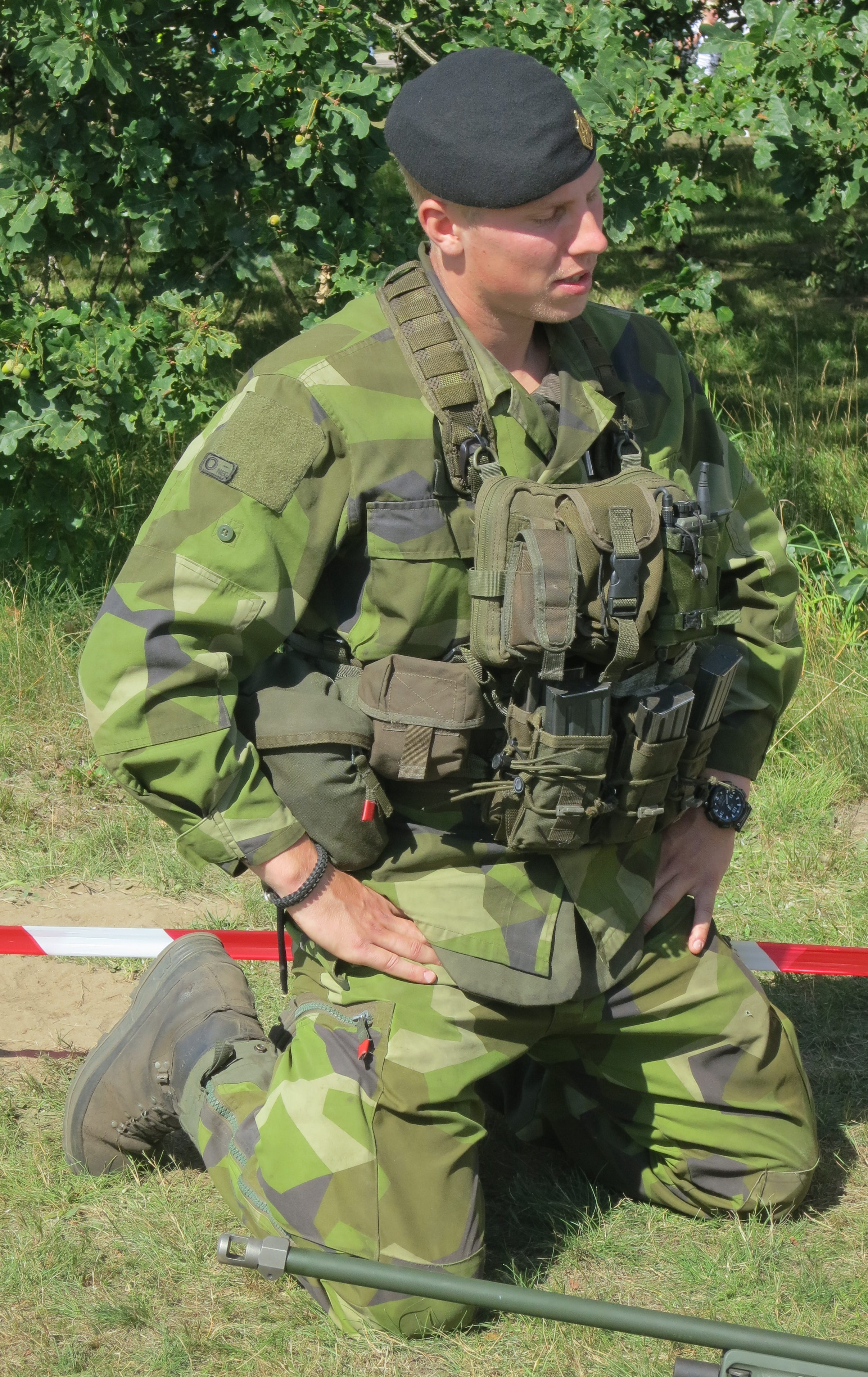
Uniform i kamouflagemönstret M90.

M90 är ett kamouflagemönster som Sveriges försvarsmakt använder på sitt uniformssystem 90. Splintermönstret med sina distinkta geometriska former skapar ett kamouflage som överensstämmer med svenska skogar och slätter. Det består av fyra färger: mörkgrönt, ljusgrönt, mörkt marinblått/svart och beige.
M90-kamouflaget infördes i slutet av 1980-talet och ersatte då den olivgröna m/59. Uniformen m/90 fick smeknamnet "lövhögen", inte bara på grund av mönstret, utan de tidiga modellerna var kända för att prassla.[källa behövs]

## Äldre kamouflage inom Försvarsmakten
AJ 37 Viggen målades i det s.k. FOA-kamouflaget på 70-talet. Det kallas därför ibland även för "Viggenkamouflage". Kamouflagemönstret togs fram av FOA m.h.a. flygfotografering och analys av vår natur samt tillsammans med konstnärer. Mönstermålningen styrdes av noggranna regler och mallar; linjerna skulle inte vara parallella, vinklarna skulle vara trubbiga (> 90 grader) och färgfälten skulle följa med över fordonets kanter. Det var också fastställt vilka proportioner de olika färgerna skulle ha. Många av försvarsmaktens fordon och containrar är också målade med detta mönster. Numera är dock många fordon målade i varianter av FOA-kamouflaget, där den bruna färgen uteslutits eller den ljusgröna ersatts med grå. Marinens fartyg är också målade enligt samma grund, fast i olika gråa nyanser.
M90 är en vidareutveckling av FOA-kamouflaget, där brunt är ersatt med beige och där mönstret är modifierat för att verka på betydligt kortare avstånd.